# Turnul de parașutism din Iași

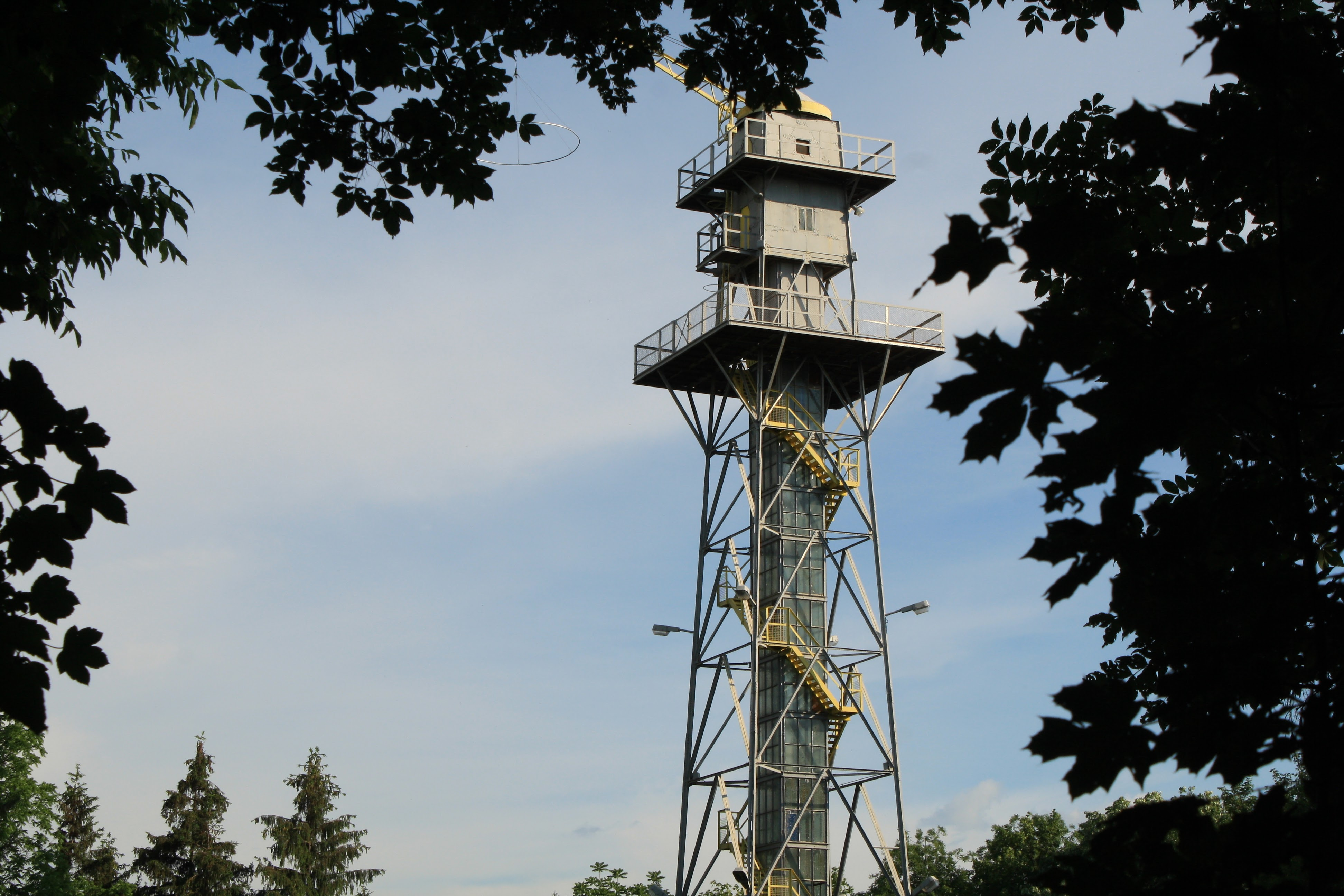
Turnul de paraşutism din Iaşi

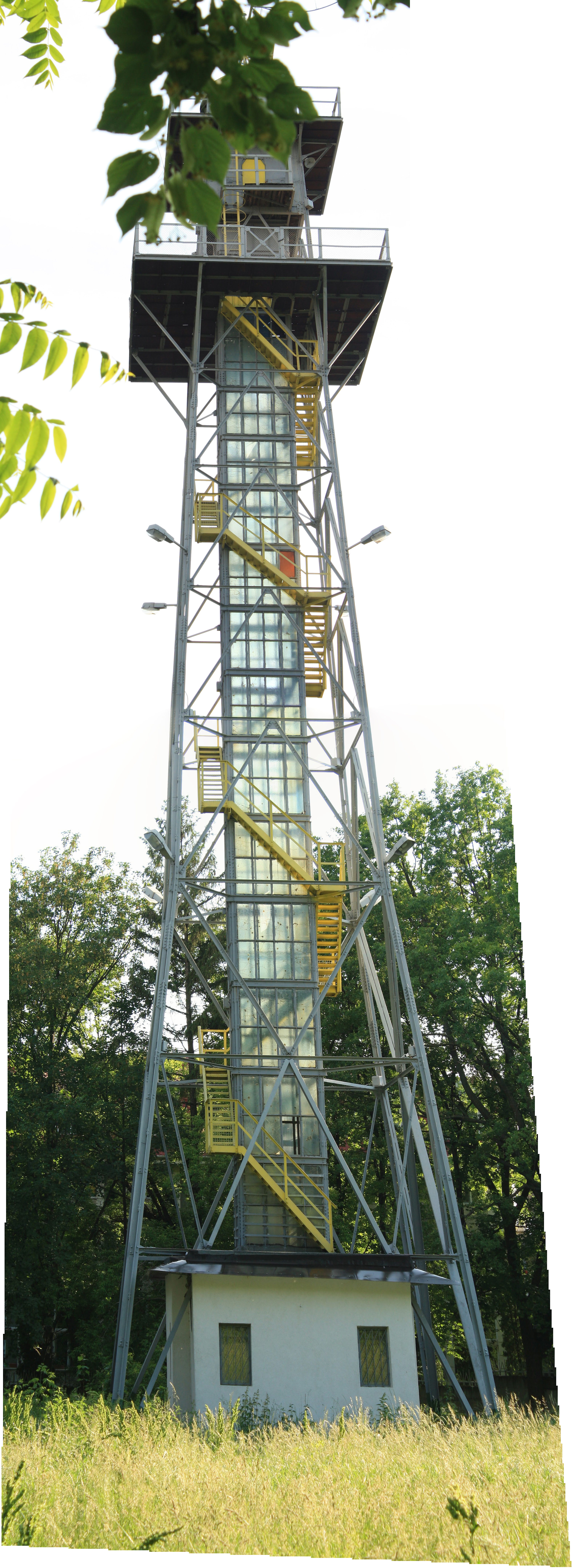
Turnul de paraşutism din Iaşi (imagine panoramică)

Turnul de parașutism din Iași este un turn de inițiere și antrenamente în săritura cu parașuta din municipiul Iași. Construcția a fost ridicată în 1953, are o înălțime de 42 de metri și este situată într-o zonă îngrădită aflată imediat la sud de Parcul Copou. 

## Istoric
Pentru pasionații de aviația sportivă, a fost înființat la data de 14 septembrie 1938 în Iași un aeroclub teritorial, care a fost denumit inițial Aeroclubul "Moldova" (în anul 2006 a primit denumirea de Aeroclubul „Alexandru Matei”, după numele inginerului Alexandru Matei (1909-?), fost instructor de zbor fără motor și comandant de școli de pilotaj). Aeroclubul îi pregătea atât teoretic, cât și practic pe amatorii de parașutism, planorism, zbor cu balonul și zbor cu motor. Sediul aeroclubului este pe dealul Tătărași în partea de est a orașului Iași. 
Pentru a asigura o mai bună pregătire a amatorilor de parașutism, a fost construit și dat în folosință în anul 1953  un turn de parașutism care a fost amplasat în Parcul Copou, într-o zonă îngrădită. Turnul are o înălțime de 42 metri .
Turnul este destinat să fie folosit de către Aeroclubul Teritorial Iași pentru efectuarea de salturi ghidate la platformă și declanșate.
Într-un proiect de îmbunătățire a Parcului Copou care a fost înaintat de Fundația "Prietenii Iașului" în anul 2003 către Consiliul Municipal Iași se prevedea amenajarea pe platforma turnului de parașutism a unui punct de belvedere, de unde să poată fi admirată panorama orașului .
În România, există alte aerocluburi care dispun de astfel de turnuri în orașele Baia Mare, București, Cluj-Napoca, Ploiești și Suceava.

## Vezi și
- Turnul de parașutism din Suceava
- Turnul de parașutism din București